# Electrophorus
Electrophorus is een geslacht van straalvinnige vissen uit de familie Gymnotidae.

## Soorten
- Electrophorus electricus (Linnaeus, 1766)
- Electrophorus varii de Santana, Wosiacki, Crampton, Sabaj, Dillman, Mendes-Júnior & Castro e Castro, 2019
- Electrophorus voltai de Santana, Wosiacki, Crampton, Sabaj, Dillman, Castro e C., Bastos & Vari, 2019